# Peter Dowding
Peter Dowding (Melbourne, 6 oktober 1943) was de vierentwintigste premier van West-Australië.

## Vroege jaren
Dowding werd in 1943 in de Australische staat Victoria geboren. Zijn vader was Keith M’Callum Dowding, een presbyteriaanse geestelijke. Dowdings moeder, Marjorie Stuart D’Arcey, stierf toen hij nog kind was. Dowding volgde onderwijs aan de 'Caulfield Grammar School' in Melbourne, de 'Kelvinside Academy' in Schotland, het 'Scots College' in Sydney en aan de 'Hale School' in Perth. In 1964 behaalde hij zijn Bachelor of Laws aan de Universiteit van West-Australië.
In 1966 werd Dowding aan de balie toegelaten, waarna hij als advocaat aan de slag ging. Dowding trad in 1968 tot het partnerschap 'Paterson and Dowding' toe. In 1977 werd hij senior partner. In 1980 liet hij zich uitkopen. Van 1980 tot 1983 werkte Dowding als onafhankelijk advocaat.

## Politieke carrière
Op 22 mei 1980 werd Dowding voor het kiesdistrict 'North Province' in het West-Australische hogerhuis ('Legislative Council') verkozen. Hij zou er tot 15 januari 1986 zetelen. In februari 1986 werd Dowding voor het kiesdistrict 'Maylands' in het West-Australische lagerhuis ('Legislative Assembly') verkozen.
Dowding was in 1983 enkele maanden minister van mijnbouw, brandstof en energie. Van december 1983 tot december 1984 was hij minister van planning, van werkgelegenheid en opleiding en van consumentenzaken. Dowding bleef tot februari 1986 minister van consumentenzaken en tot maart 1987 minister van tewerkstelling en opleiding en van industriële relaties. Van mei 1986 tot maart 1987 stond hij de minister van ambtenarenzaken bij. Van maart 1987 tot februari 1988 was Dowding minister van openbare werken en diensten, van arbeid en van productiviteit en werkgelegenheid. Hij stond daarenboven de minister van financiën en van ambtenarenzaken bij.
Op 25 februari 1988 werd Dowding premier van West-Australië. Hij was daarenboven tot februari 1989 minister van financiën en van productiviteit. Tot hij op 12 februari 1990 zijn ontslag gaf als premier was hij ook minister van ambtenaren- en van vrouwenzaken. Op 26 april 1990 gaf hij zijn ontslag in het lagerhuis. Beroering over het 'WA Inc'-schandaal had de populariteit van zijn regering in de peilingen hard doen zakken. Zijn opvolgster, Carmen Lawrence, voelde zich genoodzaakt een koninklijke commissie in stellen om het 'WA Inc'-schandaal te onderzoeken.

### 'WA Inc'-schandaal
Onder Dowding en zijn voorganger Brian Burke waren de in de partijkassen van de Australian Labor Party (ALP) gestorte politieke donaties aanzienlijk gestegen. De koninklijke onderzoekscommissie ontdekte dat zowel onder Burke als onder Dowding transacties tussen de overheid en de zakenwereld hadden plaats gevonden die niet door de beugel konden, gelinkt waren aan de stortingen in de partijkassen van de ALP en opzettelijk buiten de openbaarheid waren gehouden. Onder Dowding kocht de SGIC zich in de Bell Group in, geraakte de overheid door middel van de WAGH in het Kwinana-petrochemisch project betrokken en werd het noodlijdende Rothwells (via de Bell Group) recht gehouden. Burke werd betrapt op zelfverrijking en veroordeeld. Dit was niet het geval bij Dowding.

## Verdere carrière
Na zijn carrière als politicus ging Dowding terug aan de slag als advocaat. Hij werkte eerst in New South Wales maar keerde in 1993 naar West-Australië terug. Dowding ging bij de 'DCH Legal Group' in Subiaco aan de slag. In 1995 begon hij voor de 'Francis Burt Chambers' te werken.
In 2001 werd Dowding de Centenary Medal toegekend en het jaar erop werd hij tot 'Senior Council' benoemd.
Dowding werkte van 2003 voor de 'John Toohey Chambers' en van 2008 voor de 'Hudson Chambers' in Fremantle. Hij is gespecialiseerd in mijnrecht, familierecht en native title-zaken.

## Familie
Dowding trouwde in december 1970 te Perth met Candida Edwards. Het koppel kreeg twee zonen en scheidde. In november 1980 hertrouwde Dowding te Alinjarra met Jill Churnside. Ze kregen samen een zoon en een dochter maar ook dit huwelijk eindigde in een scheiding. Op 19 oktober 1987 hertrouwde Dowding te Perth met Barbro Margareta Maria Tornquist. Dowding scheidde een derde maal en hertrouwde met Benita.
In 2017 werd Dowdings 42 jaar oude drugs-verslaafde zoon, Dean Dowding, tot drie jaar cel veroordeeld voor het hebben van seksuele relaties met minderjarigen in Roebourne.
- Virtual International Authority File: 91609166